# 10949 Königstuhl
(10949) Konigstuhl, denumire internațională (10949) Königstuhl, este un asteroid din centura principală de asteroizi.

## Descriere
10949 Königstuhl este un asteroid din centura principală de asteroizi. A fost descoperit pe 25 septembrie 1960 la Observatorul Palomar de Cornelis Johannes van Houten, Ingrid van Houten-Groeneveld și Tom Gehrels. Asteroidul prezintă o orbită caracterizată de o semiaxă mare de 2,72 ua, o excentricitate de 0,03 și o înclinație de 12,6° în raport cu ecliptica.